# Ван Гог. На порозі вічності
«Ван Гог. На порозі вічності» (англ. At Eternity's Gate) — біографічний фільм 2018 року, поставлений режисером Джуліаном Шнабелем за сценарієм, написаним ним спільно з Жаном-Клодом Карр'єром. У стрічці розповідається про останні роки життя нідерландського художника Вінсента ван Гога, якого зіграв Віллем Дефо.
Світова прем'єра фільму відбулася 3 вересня 2018 року на 75-му Венеційському міжнародному кінофестивалі, де він брав участь в основній конкурсній програмі. Стрічка з'явилася в українському прокаті 3 січня 2019 року.

## У ролях
| • Віллем Дефо       | … | Вінсент ван Гог   |
| • Руперт Френд      | … | Тео ван Гог       |
| • Мадс Міккельсен   | … | священик          |
| • Матьє Амальрік    | … | лікар Поль Гаше   |
| • Оскар Айзек       | … | Поль Гоген        |
| • Еммануель Сеньє   | … | мадам Жину        |
| • Нільс Ареструп    | … | божевільний       |
| • Венсан Перес      | … | директор          |
| • Френк Молінаро    | … | Анрі Тулуз-Лотрек |
| • Віктор Понтекорво | … | син фермера       |
| • Анн Косіньї       | … | вчителька         |
| • Алексіс Міхалік   | … | художник Тамбурин |

## Знімальна група
- Автори сценарію — Джуліан Шнабель, Жан-Клод Карр'єр
- Режисер-постановник — Джуліан Шнабель
- Продюсер — Джон Килік
- Виконавчі продюсери — Нік Бауер, Франсуа-Ксав'є Декраєн, Ніколас Лермітт, Діпак Наяр, Марк Шмідгейні, Торстен Шумахер, Карл Споеррі
- Асоційовані продюсери — Джасмін Кірнер, Річард Менселл
- Оператор — Бенуа Деломм
- Композитор — Тетяна Лісовська
- Монтаж — Луїза Кугґельберґ, Джуліан Шнабель
- Художник-постановник — Стефані Крессен
- Художник-костюмер — Карен Мюллер Серро
- Художник-декоратор — Сесіль Ватело
- Звук — Жан-Поль Мугель, Томас Дежонґер, Домінік Габоріо

## Виробництво
У травні 2017 Джуліан Шнабель анонсував, що поставить фільм про живописця Вінсента ван Гога з Віллемом Дефо у головній ролі. Сценарій фільму Шнабель написав спільно з французьким сценаристом Жаном-Клодом Карр'єром. Про сюжет стрічки Шнабель сказав: 
“Це фільм про живопис і живописця, та їхній зв'язок з нескінченністю. Це каже художник. Тут те, як я відчував найважливіші моменти його життя; це не офіційна історія — це моя версія. Та, що, як я сподіваюсь, зможе зробити вас ближче до нього.”
 Локаціями знімального періоду стрічки стали Арль (департамент Буш-дю-Рон) та Овер-сюр-Уаз у Франції, — усі, де Ван Гог жив упродовж останніх років свого життя.

## Реліз
У травні 2018 CBS Films придбали права на дистрибуцію фільму. Світова прем'єра фільму відбулася 3 вересня 2018 року на 75-му Венеційському міжнародному кінофестивалі. Він також буде показаний 12 жовтня 2018 року на Нью-Йоркському кінофестивалі. Вихід фільму в американський прокат планується на 16 листопада 2018 року. Прокат стрічки в Україні планується компанією «Вольга Україна» з 7 лютого 2019 року.

## Сприйняття
На агрегаторі Rotten Tomatoes схвальний рейтинг фільму становить 78 %, заснований на 9 відгуках, з середньою оцінкою 6.8/10. Metacritic дає фільму середньозважений бал 71 із 100 на основі 6 відгуків, що вказують на «загалом сприятливі відгуки»

## Нагороди та номінації
| Список нагород та номінацій                 | Список нагород та номінацій | Список нагород та номінацій            | Список нагород та номінацій    | Список нагород та номінацій | Список нагород та номінацій |
| Кінофестиваль/Кінопремія                    | Рік                         | Категорія                              | Номінант(и)                    | Результат                   | Дж                          |
| ------------------------------------------- | --------------------------- | -------------------------------------- | ------------------------------ | --------------------------- | --------------------------- |
| 75-й Венеційський міжнародний кінофестиваль | 2018                        | Золотий лев                            | Ван Гог. На порозі вічності    | Номінація                   |                             |
| 75-й Венеційський міжнародний кінофестиваль | 2018                        | Кубок Вольпі за найкращу чоловічу роль | Віллем Дефо                    | Перемога                    | [ 16 ] [ 17 ]               |
| 75-й Венеційський міжнародний кінофестиваль | 2018                        | Нагорода Фонду Міммо Ротелла           | Джуліан Шнабель та Віллем Дефо | Перемога                    | [ 18 ]                      |
| 75-й Венеційський міжнародний кінофестиваль | 2018                        | Премія «Зелена крапля»                 | Ван Гог. На порозі вічності    | Перемога                    |                             |
| Премія «Золотий глобус»                     | 6.01.2019                   | Найкраща чоловіча роль (драма)         | Віллем Дефо                    | Номінація                   |                             |
| Премія «Оскар»                              | 24.02.2019                  | Найкраща чоловіча роль                 | Віллем Дефо                    | Номінація                   | [ 19 ]                      |